# 大沥镇

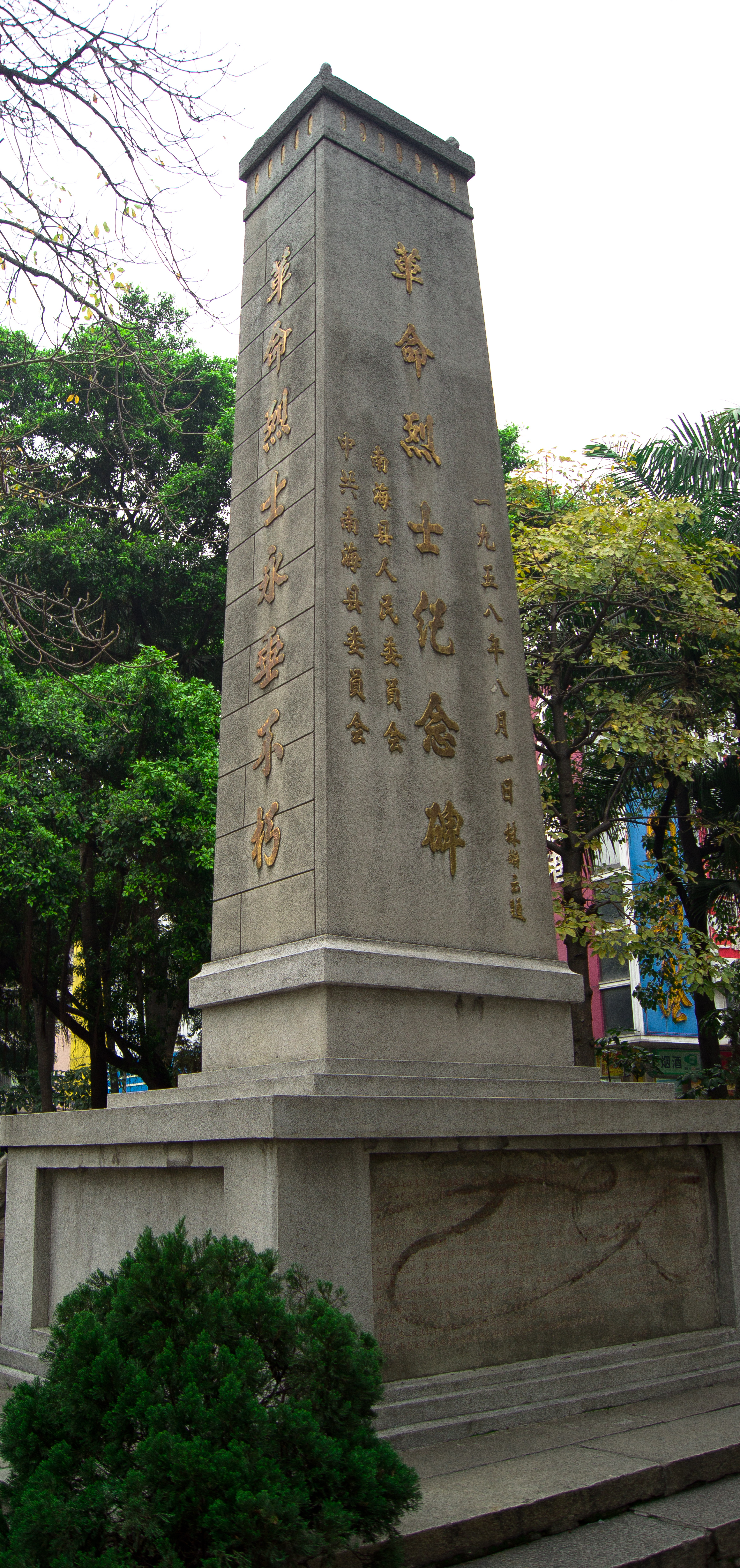
大沥公园革命烈士纪念碑

大沥镇是中国广东省佛山市南海区下辖的一个镇，位于南海区东部，有“中国铝材第一镇”、“中国有色金属名镇”、“中国内衣名镇”之称。辖区总面积125.77平方公里，下辖12个社区32个村，户籍人口约26.2万人。与清远市龙塘镇、潮阳区贵屿镇等是全国8大电子洋垃圾集散地。2019年中国百强乡镇第16名。
2013年3月15日，广东省民政厅批复同意将大沥镇管辖的颜峰、横岗、兴贤、谭边、高边等5个社区居委会及其区域范围，划归狮山镇管辖。调整后，大沥镇总面积为95.9平方公里，管辖39个社区居委会（沥苑社区、沥南社区、沥雄社区、沥兴社区、直街社区、六村社区、华夏社区、岐阳社区、岐城社区、嘉怡社区、洞庭社区、江北社区、沥北社区、沥东社区、沥西社区、沥中社区、雅瑶社区、联滘社区、凤池社区、水头社区、奇槎社区、钟边社区、大镇社区、谢边社区、曹边社区、太平社区、黄岐社区、六联社区、渔业社区、泌冲社区、白沙社区、沙溪社区、盐步社区、河东社区、河西社区、联安社区、平地社区、横江社区、东秀社区、长虹岭工业园社区和黃岐），镇政府驻新城大道北1号（原大沥镇政府驻地）。

## 交通
- 324国道过境。

## 名人
- 吳天任：出生於大瀝的著名詩人、歷史學家、酈學家。

## 照片
|  |  |